# محمد حمزة (لاعب كرة قدم)
محمد حمزة (بالإندونيسية: Muhammad Hamzah)‏ هو لاعب كرة قدم إندونيسي في مركز الدفاع، ولد في 1986 في تيدور في إندونيسيا. لعب مع برسيبو بوجونيغورو.

## وصلات خارجية
- محمد حمزة (لاعب كرة قدم) على موقع قاعدة بيانات كرة القدم.إي يو (الإنجليزية)
- محمد حمزة (لاعب كرة قدم) على موقع Soccerway.com (الإنجليزية)